# دانيال هينريش
دانيال هينريش (بالألمانية: Daniel Henrich)‏ هو لاعب كرة قدم ألماني، ولد في 29 سبتمبر 1991 في فرانكفورت في ألمانيا. لعب مع كيكرز أوفنباخ.

## وصلات خارجية
- دانيال هينريش على موقع قاعدة بيانات كرة القدم.إي يو (الإنجليزية)
- دانيال هينريش على موقع بيانات كرة القدم. دي إي (الألمانية)
- دانيال هينريش على موقع عالم كرة القدم.نت (الإنجليزية)